# Joachim Freyer
Joachim Freyer (* 18. April 1908 in Bunzlau; † 26. Mai 1998 in St. Wendel) war ein deutscher Offizier, zuletzt Generalmajor der Bundeswehr.

## Leben
Freyer, Sohn eines Arztes, trat 1928 in die Reichswehr ein. 1938 und 1939 besuchte er die Kriegsakademie und war von 1940 bis 1943 in Stabsstellen bei verschiedenen Panzerverbänden der Wehrmacht eingesetzt. So diente er ab Juni 1942 mit dem Dienstgrad eines Majors als Erster Generalstabsoffizier (Ia) der 23. Panzer-Division. Er bildete eine eigene Kampfgruppe, welche als Kampfgruppe Freyer von ca. 800 Mann u. a. einen Brückenkopf bei Dsuarikau bildete und bei der Eroberung von Krassnyi Skotowod mitwirkte. Anschließend diente er als Oberst i. G. im Stab des Generalinspekteurs der Panzertruppen Guderian und war dort bis Kriegsende Abteilungsleiter.
Kurz nach dem Krieg war er, wie Hermann Hoth, Bogislaw von Bonin und Werner Panitzki, gegen die Zusammenarbeit mit den amerikanischen Militärs. Er war von 1948 bis 1951 Geschäftsführer des Bayerischen Roten Kreuzes. Im April 1951 wurde Freyer in das Amt Blank aufgenommen und bildete gemeinsam mit anderen Militärs, wie Ulrich de Maizière, die erste militärische Abteilung. Von 1951 bis zur Auflösung des Amtes 1955 war er stellvertretender Leiter der Unterabteilung II/4 Militärische Planung des Amtes Blank in Bonn. Leiter der Unterabteilung war Bogislaw von Bonin. Ab 1953 war er zusätzlich Leiter der Gruppe Heer in der Unterabteilung II/4.
1955 schied er beim Amt Blank aus, wurde in die Bundeswehr übernommen und zum Brigadegeneral befördert. Er war dann für zwei Jahre erster deutscher Delegierter im NATO-Stab Alliierte Streitkräfte Mitteleuropa in Fontainebleau.  Bis 1961 war er stellvertretender Divisionskommandeur der 3. Panzerdivision. Von Oktober 1961 bis zu seinem Ausscheiden war er General der Technischen Truppen im Truppenamt. 1965 war seine Beförderung zum Generalmajor erfolgt. Zu Ende September 1968 schied er aus der Bundeswehr aus.
Nach seiner aktiven Dienstzeit wurde er für die Industriewerke Saar tätig, welche Instandhaltungsaufträge der Bundeswehr abarbeitete.

## Auszeichnungen
- Eisernes Kreuz (1939) II. und I. Klasse
- Ehrenblattspange des Heeres am 21. Februar 1944
- Verwundetenabzeichen in Schwarz am 11. Januar 1943
- Deutsches Kreuz in Gold am 8. Dezember 1942[15]
- Großes Verdienstkreuz des Verdienstordens der Bundesrepublik Deutschland am 27. Mai 1968[16]